# Didier Martiny
Didier Martiny, nascut el 2 de desembre de 1951, és un director de cinema i televisió i guionista de còmics.

## Biografia
En el marc dels seus estudis universitaris (Història i Sociologia), va cursar els cursos de Henri Langlois a la Cinémathèque Française i va participar en el laboratori audiovisual de Jean Rouch.
El seu migmetratge Il Biscione (1978) va tenir un cert ressò. Didier Martiny va fer després documentals, sobretot sobre la construcció del Gran Louvre. De 1994 a 2000 va produir el programa La 25e Heure. Company de Yasmina Reza, va col·laborar amb ella en diverses pel·lícules, com À demain i Le Pique-nique de Lulu Kreutz.
Com a autor de còmics, Didier Martiny va escriure diversos àlbums per a Philippe Petit-Roulet.

## Filmografia

### Cinema
- 1978 : Il Biscione
- 1983 : Jusqu'à la nuit
- 1986 : Le Goûter chez Niels
- 1992 : À demain
- 2000 : Le Pique-nique de Lulu Kreutz

### Televisió
- 1982 : Le plus grand cinéma du monde
- 1985 : Naissance du Grand Louvre
- 1993 : Érythrée, 30 ans de solitude
- 2004 : Qui a tué Massoud ?
- 2005 : Auschwitz, le monde savait-il ?
- 2011 : Les Misérables, du roman à la réalité
- 2016 : La fin des chrétiens d'Orient ?

### Film muséographique
- 1988 : Le Jour J, rojectat al Mémorial de Caen. Composta en gran part per documents d'arxiu i extractes de pel·lícules de ficció, aquesta pel·lícula produïda per Jacques Perrin recorre el desembarcament del 6 de juny de 1944. Gràcies a una doble imatge, evoca d'una banda les forces de les forces alemanyes la vigília de el desembarcament i, d'altra banda, els preparatius aliats als ports britànics.[5]

## Obres
(dibuix: Philippe Petit-Roulet) 
- Papa Dindon, éd. Futuropolis, 1989 ISBN 2737626560
- Le Syndrome du hérisson, Les humanoïdes associés, 1988 ISBN 2731606444
- Zou sur le Toit du Monde, Dargaud, 1988 ISBN 2205036351, Mango 1992 ISBN 2740401299
- Le cirque Flop, Carton éditions 1987 ISBN 2868750176
- Bruce Predator, Casterman, 1985 ISBN 220333522X
- Macumba River, Dargaud, 1985 ISBN 2205027689
- Face aux embruns, Les Humanoïdes Associés, 1984 ISBN 2731602686